# Fondazione Pilar e Joan Mirò
La Fondazione Pilar e Joan Mirò (in spagnolo Fundación Pilar y Joan Miró) è una fondazione culturale sita nella città spagnola di Palma di Maiorca ed è dedicata al pittore barcellonese Joan Mirò e a sua moglie Pilar.

## Storia
(Joan Mirò)
Situata vicino a Son Abrines, residenza privata di Miró dal 1956, la Fondazione nasce formalmente nel 1981 con la donazione di svariate opere da parte di Joan Mirò e della moglie, Pilar Juncosa, a Maiorca, località in cui vissero per un lungo periodo e con la quale l'artista ebbe legami per tutta la vita. È composto dall'edificio espositivo, dagli studi dell'artista (Sert e Son Boter) e dal giardino delle sculture.

## La collezione
Nucleo principale del museo sono le opere donate dall'artista e provenienti dai laboratori che aveva a Maiorca, soprattutto dipinti, sculture (parte di esse presenti nel giardino) e opere grafiche oltre ad un importante fondo documentaristico.

## Percorso museale
La Fondazione si trova sull'asse Ponent, al centro di Cala Major, dove Mirò visse e lavorò dal 1956 al 1983. Il percorso comprende quattro punti focali:
- il Laboratorio Sert costruito per Mirò dall'amico architetto Josep Lluís Sert
- il Laboratorio Son Boter, complesso maiorchino del XVIII secolo dove alle pareti sono esposti i disegni a carboncino dell'artista
- l'Edificio Moneo, progettato dall'architetto spagnolo Rafael Moneo[2] spazio museale, simbolo dell'integrazione tra arte e architettura voluta da Miró, espone sia opere sue che di artisti contemporanei e comprende la Biblioteca, l'auditorium, il negozio e due sale espositive
- il Giardino delle sculture dove sono esposte opere scultoree di Mirò e dove è presente il servizio di caffetteria.[3]

## Servizi
Il museo comprende la pubblica Biblioteca Pilar Juncosa, visitabile con  accesso libero e gratuito, specializzata in arte contemporanea, in particolare su Joan Miró e il suo contesto culturale. È costituita da oltre 20.000 documenti che comprendono monografie, cataloghi di mostre, materiali audiovisivi e riviste nazionali e internazionali, numero in costante crescita grazie ad acquisti, donazioni, pubblicazioni proprie e scambi bibliotecari. Il patrimonio è consultabile on-line tramite CABIB (Catalogo Bibliografico delle Isole Baleari). Riguardo a Mirò, conserva l'archivio documentario composto da corrispondenza, archivi di giornali, fotografie e materiale vario.
Il museo è anche sede di mostre temporanee, laboratori artistici e didattici e offre la possibilità di visite guidate.
Oltre alla presenza di un negozio la Fondazione offre la possibilità di spazi per il lavoro degli artisti nei laboratori di grafica che Mirò ha lasciato in eredità alla città, offrendo anche una suggestiva cornice disponibile su richiesta per l'organizzazione di eventi.